# Захаровское (Харовский район)
Захаровское — деревня в Харовском районе Вологодской области.
Входит в состав Харовского сельского поселения, с точки зрения административно-территориального деления — в Харовский сельсовет.
Расстояние до районного центра Харовска по автодороге — 19 км. Ближайшие населённые пункты — Дресвянка, Насоново, Погост Никольский, Дьяковская, Волчиха.
По переписи 2002 года население — 3 человека.